# Levente Vajda
Levente Vajda (* 13. Februar 1981 in Odorheiu Secuiesc) ist ein rumänischer Schachspieler.
1997 gewann er in Jerewan die U16-Weltmeisterschaft.
Er spielte für Rumänien bei sieben Schacholympiaden: 1998, 2002, 2006, 2008, 2012, 2014 und 2018. Außerdem nahm er an der europäischen Mannschaftsmeisterschaft 2011 in Porto Carras teil.
In Ungarn spielte er für Nagykanizsa TSK (1999/2000 bis 2005/06).
Im Jahre 1996 wurde ihm der Titel Internationaler Meister (IM) verliehen. Der Großmeister-Titel (GM) wurde ihm 2001 verliehen. Seine Geschwister Albert Vajda (* 1976) und Szidónia Lázárné-Vajda (* 1979) tragen beide den Titel eines Internationalen Meisters.
| Hier fehlt eine Grafik, die leider im Moment aus technischen Gründen nicht angezeigt werden kann. Wir arbeiten daran! |